# Leucobryum aneitense
Leucobryum aneitense är en bladmossart som beskrevs av Brotherus och William Walter Watts 1915. Leucobryum aneitense ingår i släktet Leucobryum och familjen Dicranaceae. Inga underarter finns listade i Catalogue of Life.